# 조각칼자리 알파

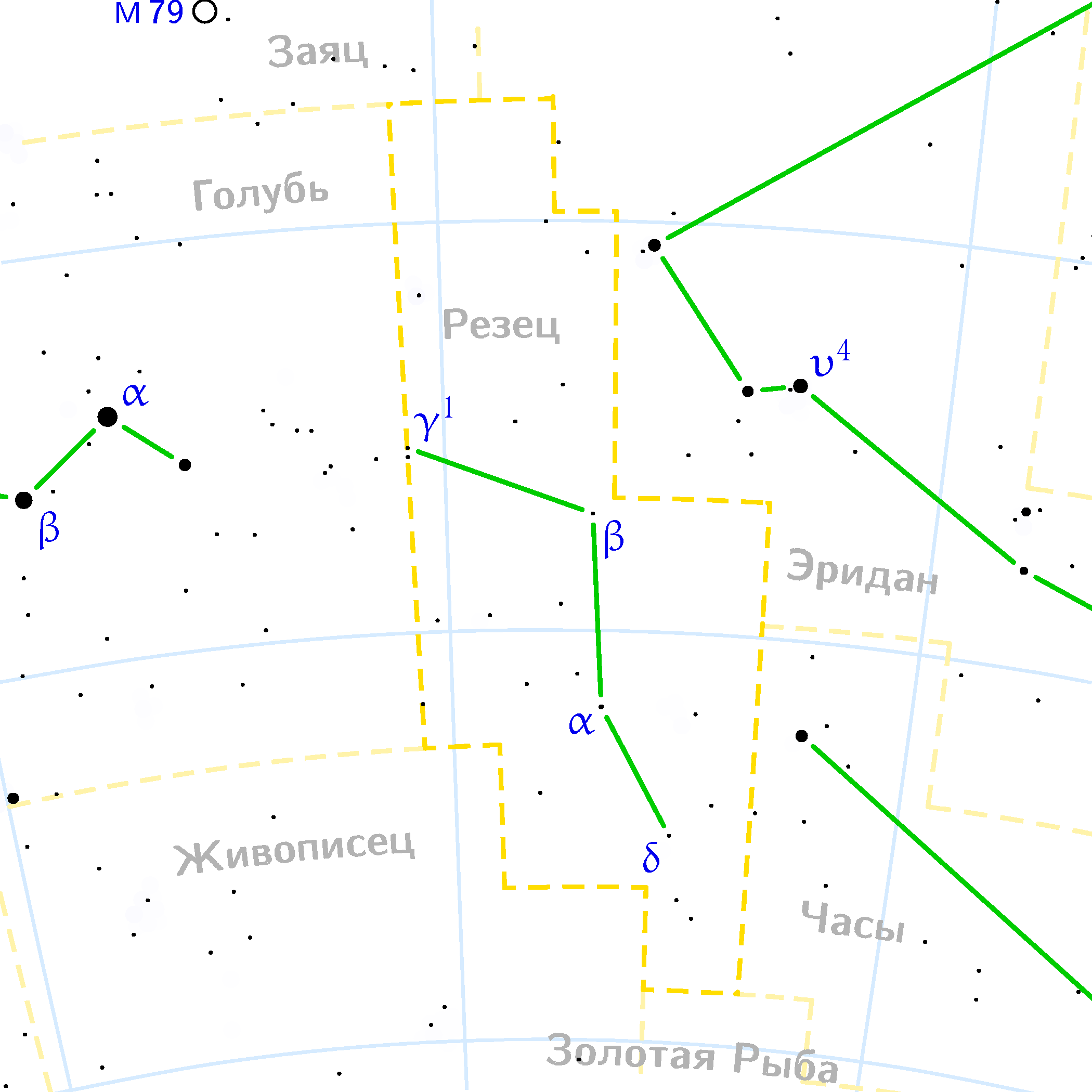

조각칼자리 알파(Alpha Caeli)는 조각칼자리에서 가장 밝은 별로 쌍성이다. 알파는 지구에서 65.7광년 떨어져 있다.

## 특징
주성 조각칼자리 알파 A는 노랑-흰색의 F형 주계열성으로 겉보기 등급은 +4.44이다. A의 표면 온도는 7,100K로 F형 중에서도 밝은 축에 들며, 반지름은 태양의 1.5배, 밝기는 약 5.2배, 질량은 1.5배이다. 알파는 매우 빠르게 자전하고 있는데 적도상 자전 속도는 초당 52킬로미터로, 한 바퀴 도는 데 1.4일밖에 안 걸린다. 이는 태양과 같은 G형 항성 뿐 아니라 비슷한 분광형의 F형 항성들 가운데에서도 빠른 편에 속한다. A는 방패자리 델타형 변광성이기도 하다.
반성 조각칼자리 알파 B는 분광형 M0.5의 적색 왜성이다. 반성의 겉보기 등급은 +12로 망원경을 이용해야 볼 수 있다. 반성의 질량은 태양의 0.3배에 불과하며, 밝기는 태양의 1% 정도이고 표면온도는 3,800K 정도이다. B는 플레어 별로 보인다.
A와 B가 떨어져 있는 거리는 현재 정확하게 알려져 있지 않다. 1896년 관측시에는 3초각 떨어진 것으로 기록되었고, 1933년에는 6.3초각으로 기록되었다. 6.3초각이 정확한 값이라고 가정한다면, 두 별은 약 1,000AU 떨어져 있고, 130년에 한 번 서로를 공전한다.
B에서 바라본 A는 지구에서 바라본 보름달 밝기의 360배로 빛날 것이다. 반대로 A에서 바라본 B는 금성 밝기의 100배로 붉게 빛날 것이다.

## 참고
- https://web.archive.org/web/20080517070429/http://www.astro.uiuc.edu/~kaler/sow/alphacae.html